# شهرستان دالاس (آلاباما)
شهرستان دالاس، آلاباما (به انگلیسی: Dallas County, Alabama) شهرستانی در ایالات متحده آمریکا است که در آلاباما واقع شده‌است.

## خصوصیات
شهرستان دالاس ۲٬۵۷۴٫۴۶ کیلومترمربع مساحت دارد.